# Jumondou
Jumondou (яп. 株式会社寿門堂, Kabushiki-gaisha Jumondō) — японська анімаційна студія, що базується в Нерімі, Токіо, заснована у 2009 році.

## Праця
| Назва                          | Режисер(и)                      | Початок випуску | Кінець випуску  | Еп. | Нотатки                                                                 | При.  |
| ------------------------------ | ------------------------------- | --------------- | --------------- | --- | ----------------------------------------------------------------------- | ----- |
| Don't Hurt Me, My Healer!      | Нобуакі Наканісі                | 10 квітня 2022  | 26 червня 2022  | 12  | За мотивами манґи Таннен ні Хакко.                                      | [ 1 ] |
| I Shall Survive Using Potions! | Нобуакі Наканісі                | 8 жовтня 2023   | 24 грудня 2023  | 12  | За мотивами ранобе FUNA.                                                | [ 2 ] |
| Villainess Level 99            | Мінору Ямаока                   | 9 січня 2024    | 26 березня 2024 | 12  | Based on a light novel by Satori Tanabata.                              | [ 3 ] |
| Utagoe wa Mille-Feuille        | - Кійото Накадзіма - Такуя Сато | липня 2025      | TBA             | TBA | Оригінальна робота. Змішаний медіа-проект Поні Каньйон і Такуя Яманака. | [ 4 ] |
| The Barbarian's Bride          | TBA                             | жовтня 2025     | TBA             | TBA | За мотивами манґи Норіакі Котоби.                                       | [ 5 ] |